# 第三十乌尔皮乌斯军团
第三十乌尔皮乌斯军团（英語：Legio XXX Ulpia Victrix）古罗马军队建制名称。由罗马帝国君主图拉真在达契亚战争时期于105年建立并存在至5世纪初。该军团曾先后参加达契亚战争和罗马-波斯战争等一系列相关军事活动，具有重要地影响与积极意义。

## 参考

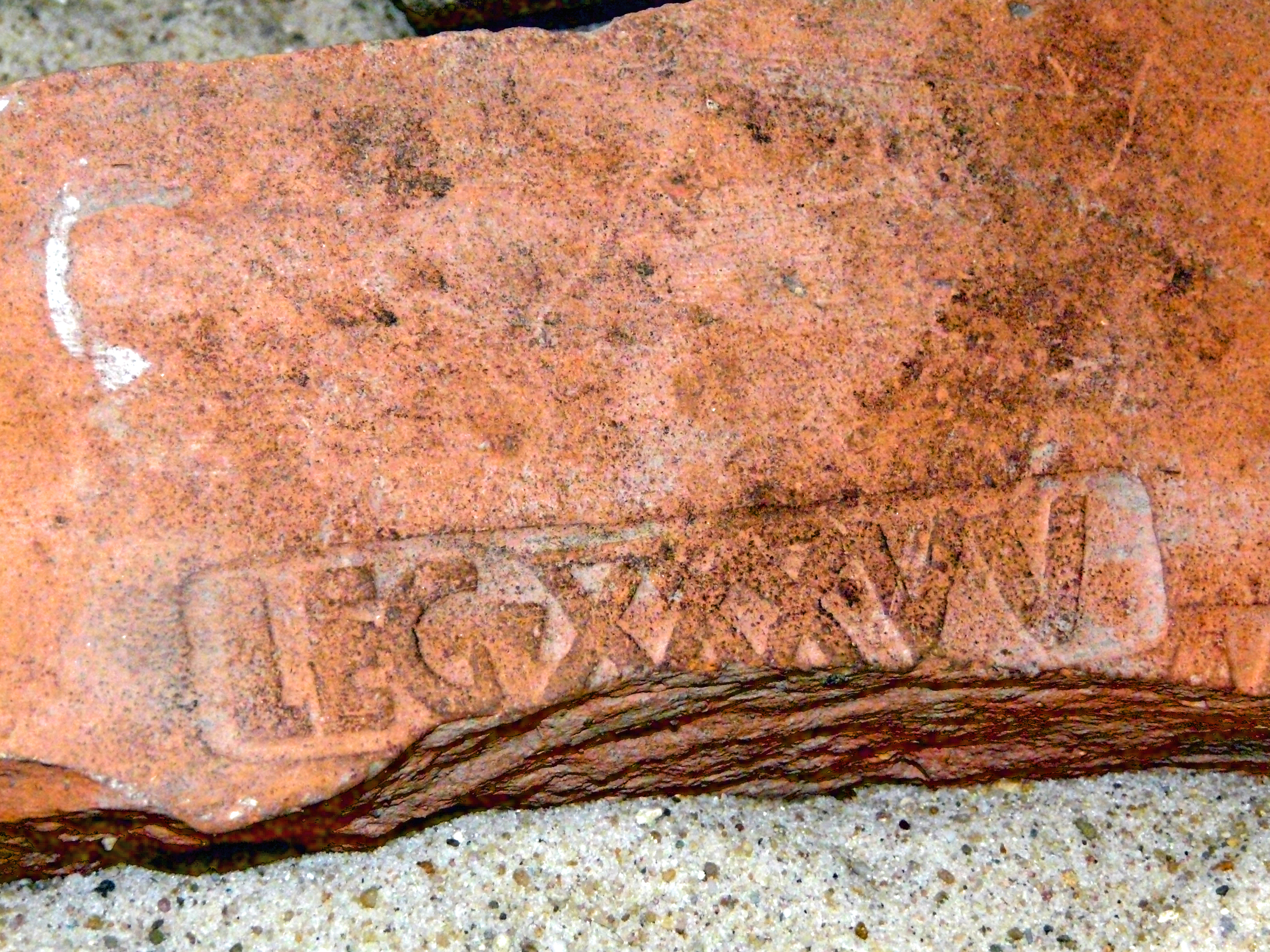
LEGio XXX Vlpia Victrix，刻有第三十乌尔皮乌斯军团的石砖